# Радмило Пекић
Радмило Пекић (Билећа, 30. новембар 1969) редовни је професор Универзитета у Приштини, а био је и ванредни професор Филозофског Факултета Универзитета у Источном Сарајеву од 2007. до 2009. године.

## Биографија
Рођен је у Билећи 30.11.1969. године. Студије почиње 1995. године на катедри за историју Филозофског факултета у Приштини. По дипломирању, од октобра 1999. године паралелно ради у Средњошколском центру „Голуб Куреш” и Основној школи „Свети Сава у Билећи”. На Филозофском факултету Универзитета у Приштини изабран је 2001. у звање асистента приправника за предмет Општа историја средњег вијека. На матичном факултету уписао је и постдипломске студије, октобра 2001. године и завршио у предвиђеном року одбранивши магистарску тезу „Жупа Дабар у средњем вијеку”, 11.априла 2005. године. Од октобра 2005. године изводи наставу на одсјеку за историју Филозофског факултета у Косовској Митровици, на предмету Општа историја средњег вијека. Од 2007. до 2009. године радио је на Катедри за историју Филозофског факултета Универзитета у Источном Сарајеву. Докторска дисертација са темом „Фирентинци на Балкану 1300-1600”, одбранио је 2009. године. У мају 2010. године изабран је у звање доцента за предмет Општа историја средњег вијека. На катедри за историју Филозофског факултета Универзитета у Приштини, са привременим сједиштем у Косовској Митровици, изводи наставу на предметима Општа историја средњег вијека и Историја Византије .